# Амбіорікс
Амбіорікс (Ambiorix) — співправитель племені ебуронів, який прославився своїм опором римському полководцеві Юлію Цезарю. Цезар сам увічнив ім'я варвара в своїх «Записках про галльську війну». У XIX столітті Амбіорікс став національним героєм Бельгії.
У 57 році до н. е. Юлій Цезар захопив Галлію, а також територію сучасних Бельгії і Нідерландів (до річки Рейн). У цих місцях жило кілька племен що ворогували між собою. Правителями ебуронів були Амбіорікс і Катуволк. У 54 році до н. е. військам Цезаря було потрібно більше провіанту і місцевим племенам довелося віддати частину свого, в той рік убогого врожаю. Це викликало невдоволення ебуронів, і Цезар наказав поставити табір біля поселень варварів, щоб стежити за доставкою провіанту.
Це призвело до повстання ебуронів. Проте, усвідомивши можливості супротивника, лідери ебуронів пішли на хитрість. Вони переконали римських воєначальників у своїй лояльності і попередили про нібито підготовлюваний напад германців через Рейн. Римляни вирішили перегрупуватися, щоб зустріти ворога. У цьому поході ебурони застигли римські війська зненацька і вирізали один легіон і п'ять когорт — близько шести тисяч воїнів.
Помста Цезаря була жахливою. Близько 50 тисяч римських солдатів і залучені на їхній бік сусідні варварські племена розоряли місцевість, після чого плем'я ебуронів зникло назавжди. Вважається, що сам Амбіорікс зі своїми наближеними зміг вижити і зник за Рейном.